# Зинченко, Татьяна Петровна
Татья́на Петро́вна Зи́нченко (24 апреля 1939, Харьков — 1 октября 2001, Санкт-Петербург) — советский и российский психолог, доктор психологических наук, профессор, специалист по экспериментальной и когнитивной психологии.

## Биография
Татьяна Петровна Зинченко родилась 24 апреля 1939 года в Харькове в семье известного психолога П. И. Зинченко. Родная сестра В. П. Зинченко.
В 1983 году защитила докторскую диссертацию на тему «Функциональная структура опознания». Более 40 лет проработала на факультете психологии Санкт-Петербургского государственного университета, была действительным членом Нью-Йоркской академии наук, а также членом Европейской Ассоциации когнитивной психологии.
Скончалась 1 октября 2001 года в Санкт-Петербурге.

## Научная деятельность
Т. П. Зинченко занималась исследованиями когнитивных процессов, памяти, внимания, в частности изучала процессы селективной интерференции в структуре внимания. Доказала, что выраженность эффекта Струпа зависит от характеристик ответа, требующегося от испытуемого. В своих исследованиях показала специфичность формирования когнитивных карт в контексте решаемых индивидом задач, связанных с профессиональной, в частности операторской, деятельностью.
Т. П. Зинченко, совместно с А. А. Фрумкиным, разработала метод решения задач профессиональной психодиагностики — Автоматизированную систему профессиональной психодиагностики.

## Основные публикации
- Брушлинский А. В., Зинченко В. П., Зинченко Т. П., Кондратьев М. Ю., Котова И. Б., Лейтес Н. С. Введение в психологию. — М.: «Academia», 1997.
- Зинченко Т. П. Когнитивная и прикладная психология. — М.-Воронеж: «МОДЭК», «МПСИ», 2000.
- Зинченко Т. П. Память в экспериментальной и когнитивной психологии. — СПб.: «Питер», 2002.